# كرو ألكساندرا
نادي كرو ألكساندرا لكرة القدم (بالإنجليزية: Crewe Alexandra Football Club )‏ هو فريق كرة قدم من مدينة كرو في المملكة المتحدة، أُسس بتاريخ 1877، يلعب في الدوري الإنجليزي الدرجة الثانية، في ملعب ألكسندرا.

## وصلات خارجية
- صفحة بيانات نادي كرو ألكساندرا على موقع كووورة، تاريخ الوصول: 22 سبتمبر 2018.
- الموقع الرسمي